# El Ghomri
El Ghomri (em árabe: الغمري) é uma cidade e comuna localizada na província de Mascara, Argélia. Segundo o censo de 2008, a população total da cidade era de 10 043 habitantes.